# Сандора
ООО «Сандора» — украинский производитель соков, сокосодержащих продуктов, газированных напитков. В настоящее время принадлежит американской компании PepsiCo.

## История
В 1995 году литовские бизнесмены Игорь Беззуб и Раймондас Туменас предоставили стартовый капитал для реализации бизнес-плана профессору Николаевского кораблестроительного института Сергею Сыпко. В созданной компании по 45 % принадлежало Беззубу и Туменасу, 10 % — Сыпко.
В марте 1996 года выпущен первый пакет продукции.
В 2000 году на заводе введён в действие цех пюре и полуфабрикатов.
В 2006 году открыт производственный комплекс № 2, на котором изготавливается продукция в ПЭТ.
По итогам 2006 года компания занимала 45,6 % рынка соков на Украине.
В 2007 году PepsiAmericas и PepsiCo заключили соглашение о совместной покупке 100 % акций ООО «Сандора» за 678,7 млн долларов.

## Предприятия
Производственные мощности компании «Сандора» включают в себя производственный комплекс № 1 по переработке и производству соковой продукции в селе Николаевское Николаевской области, а также производственный комплекс № 2 по производству продукции в селе Мешково-Погорелово Николаевской области. Штат сотрудников компании 4 тысячи человек.

## Торговые марки
В продуктовый портфель компании входит 35 торговых марок:
- Соки и нектары: «Sandora», Sandora Essentials, «Сандора Овочевый коктейль», Sandora FRUTZ, «Сандорик», «Садочок», «Садочок. Соки прямого отжима».
- Напитки: Pepsi, Pepsi MAX, Pepsi Wild Cherry, Pepsi Lime, Pepsi Mango, Pepsi Pineapple-Peach, Pepsi Raspberry (эксклюзивно в АТБ), Pepsi Light (прекращено), Pepsi Twist (прекращено), Pepsi Ginger (прекращено), Pepsi Vanilla (эксклюзивно в АТБ; прекращено), 7UP, Mirinda, Mountain Dew (импортер), Lipton Ice Tea, «Ессентуки» (импортер), «Аква Минерале лайф» (импортер), Evervess (импортер).
- Снеки: сухарики «Хрусteam», чипсы Lay's (импортер), кукурузные чипсы Cheetos (импортер), тортилья чипсы Doritos (импортер).